# Distretto di Erzin
Il distretto di Erzin (in turco Erzin ilçesi) è uno dei distretti della provincia di Hatay, in Turchia.